# Meister Eder und sein Pumuckl (Film)
Meister Eder und sein Pumuckl ist ein deutscher Kinderfilm von 1981 nach den Pumucklgeschichten Ellis Kauts. Regisseur ist Ulrich König. Kinostart war am 2. April 1982. Der Kinofilm nutzt Material mehrerer Episoden der später erschienenen gleichnamigen Fernsehserie für eine zusammenhängende Handlung.
Der kindliche Kobold Pumuckl, ein Nachfahre der Klabautermänner, wird für den Münchner Schreinermeister Franz Eder sichtbar, weil er an dessen Leimtopf kleben geblieben war. Nach „Koboldsgesetz“ muss Pumuckl nun bei diesem Menschen bleiben.
Der Film ist wie die Serie eine Kombination aus Real- und Zeichentrickfilm, bei der eine Trickfilmfigur in eine real gefilmte Umgebung mit Schauspielern eingefügt wurde. Meister Eder wird von Gustl Bayrhammer gespielt, Hans Clarin ist als Stimme Pumuckls zu hören. Die Animation der Pumucklfigur stammt aus dem Hungarofilm/Pannonia Filmstudio Budapest.

## Handlung

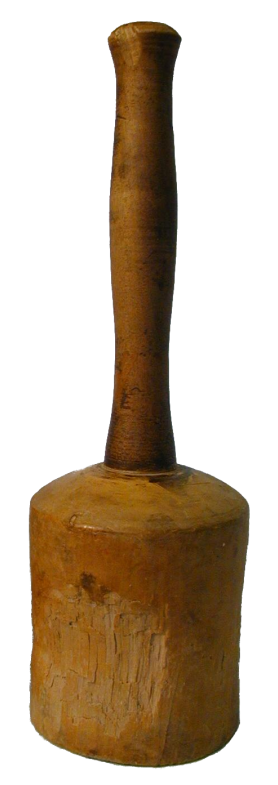
Ein Knüpfel (Holzhammer zum Schnitzen)

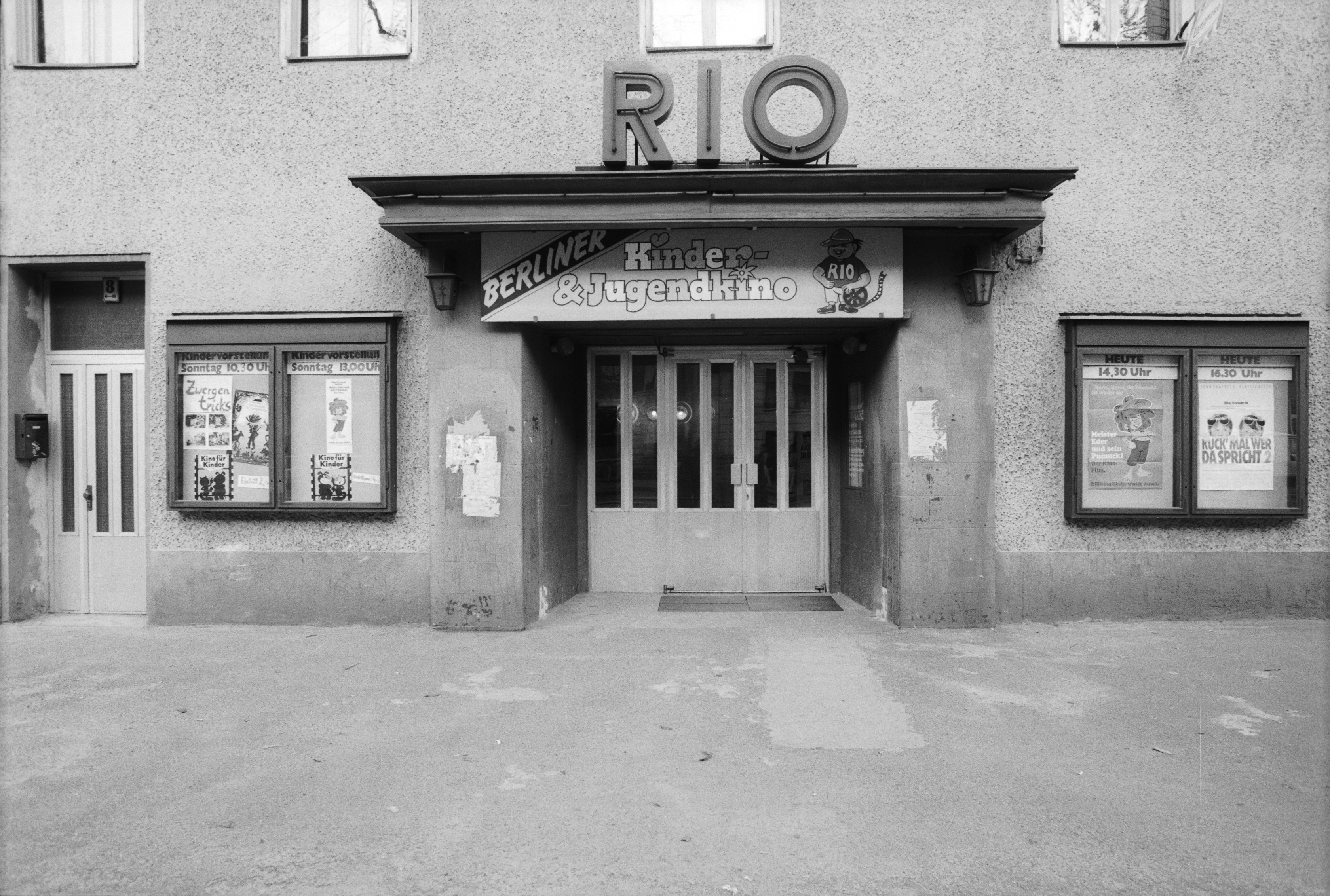
Berliner Rio-Kino 1991: Ankündigung in den Schaukästen links und rechts

In der Werkstatt des Schreinermeisters Eder geschehen immer mehr unheimliche Dinge: Werkzeuge verschwinden und Gegenstände fallen herunter. Als sich schließlich ein überquellender Leimtopf wie von selbst bewegt, bewirft ihn Meister Eder mit einem Knüpfel. Dadurch bleibt der Kobold Pumuckl, der der Topf angeschoben hatte, kleben und wird sichtbar, allerdings nur für Meister Eder. Pumuckl erklärt nun nach „Koboldsgesetz“ bei ihm bleiben zu müssen.  Eder kann die Neuigkeit nicht für sich behalten und erzählt seinen Stammtischfreunden davon, diese glauben ihm jedoch nicht und sagen, dass er Traum und Wirklichkeit verwechselt. Der Kobold ist allerdings auch nach Eders Rückkehr anwesend und macht sich auch für Besucher bemerkbar, was den Schreinermeister erleichtert, da er nun weiß, nicht mit offenen Augen geträumt zu haben. Als bald darauf der Schlossermeister Bernbacher, ein enger Freund Eders, in die Werkstatt kommt, um nachzusehen, ob sein Freund wieder bei Trost ist, handelt er sich unwissentlich Ärger mit Pumuckl ein, als er diesen einen „depperten Kobold“ nennt. Pumuckl folgt Bernbacher in dessen Wohnung und treibt Schabernack.
Am nächsten Tag schreinert Meister Eder Pumuckl ein Bett, damit dieser nicht mehr in den Hobelspänen, also im Abfall, schlafen muss. Pumuckl ist begeistert. Dieses vermeintliche Puppenbett erregt bald die Aufmerksamkeit einer Kundin, die es kaufen will. Der zornige Kobold schlägt Krach und wird dabei so rußig, dass er gebadet werden muss, was ihm überhaupt nicht gefällt. Als Ansporn, sich auch künftig baden zu lassen, baut ihm Eder eine Schiffschaukel. Gleich darauf erscheint der Butler einer Gräfin und bringt eine schadhafte Kommode aus einer Schlosseinrichtung. Eder erzählt Pumuckl von dem Schloss und dieser lässt sich, neugierig geworden, zusammen mit dem Möbelstück heimlich abholen und spukt dort. Das verschlimmert sich, als der Butler Kobolde als „Gelichter“ bezeichnet und damit Pumuckl beleidigt. Schließlich kann der Schreinermeister, um Hilfe gerufen, seinen Kobold wieder abholen.
In der Anschlussszene kommt Bernbacher zur Eder und lädt ihn zu seiner Geburtstagsfeier im Wirtshaus ein. Pumuckl will unbedingt mitkommen, was ihm aber, trotz heftiger Proteste, nicht erlaubt wird. Als Eder weg ist, geht Pumuckl in die Küche, dreht dort das Radio auf und singt und tanzt dazu. Dieser Lärm alarmiert das Hausmeisterehepaar und dieses lässt sich von Eders Putzfrau Eichinger die Tür aufschließen. Diese Gelegenheit nutzt Pumuckl, um ins Wirtshaus zu laufen. Dort mischt er die Gesellschaft auf, solange bis Eder, der bald merkt was los ist, ihn heimschickt. Nachdem Pumuckl, zurück in der Werkstatt, noch ein wenig gedichtet hatte, schläft er in seiner Schiffschaukel ein. Meister Eder, der Pumuckl nicht mehr böse ist, bringt ihn später zu Bett.

## Hintergrund
Der Kinofilm reiht das Material der später erschienenen TV-Episoden Spuk in der Werkstatt, Das verkaufte Bett, Das Schlossgespenst und Das Spanferkelessen zu einer fortlaufenden Handlung aneinander. Dazu wird die Handlung gerafft und einzelne Szenen eingefügt. Das betrifft Realfilmaufnahmen mit anderen Nebendarstellern und veränderte Animationsszenen mit Pumuckl.
Hans Clarin ist als Stimme Pumuckls zu hören, den Schreinermeister Eder spielt Gustl Bayrhammer. Pumuckl ist eine Trickfilmfigur, die in eine real gefilmte Umgebung mit Schauspielern eingefügt wurde. Die Animationen stammen aus dem Hungarofilm/Pannonia Filmstudio Budapest. Dazu wurden kolorierte Folien mit der Pumucklfigur über jedes einzelne Realfilmbild gelegt und zusammen neu belichtet. Das Animationsteam bestand aus Árpád Szabó, István Majoros, Zoltán Lehotay, Emmi Foky, Ági Völler, Mária Neményi, Csaba Nagy und Gábor Moruay unter der Leitung von Béla Ternovszky.
Den Realtrick (Sachtrick), also die Animation von Gegenständen, die Pumuckl bewegt, übernahm Esteban Zajtai (heute Esteban Kleist).  Dazu wurden dünne Fäden verwendet.
Der Discosong, zu dem der zurückgelassene Pumuckl singt und tanzt, ist (Let´s Get Fully) Tilt & Boogie von Fritz Muschler und Paul Birmingham (eigentlich: Klaus Dittmar). Sängerin ist Jackie Robinson.
Der Kinofilm ist eine Koproduktion der INFAFILM GmbH Manfred Korytowski München mit Hungarofilm/Pannonia Filmstudio Budapest und EMI-TV Köln. Regisseur ist Ulrich König, Produzent ist Manfred Korytowski. Das Drehbuch stammt von Ellis Kaut und Ulrich König, Kameramann war Horst Schier. Die Filmmusik stammt von Fritz Muschler.

### Drehorte
Die Drehorte sind dieselben wie in den entsprechenden Folgen der Fernsehserie: für die Szenen in der Werkstatt und in der Wohnung Meister Eders das Hinterhaus von Widenmayerstraße 2 im Lehel, für die Wirtshausszenen das Innere des Gasthauses Kandler in Oberbiberg und für die Schlossszenen Schloss Isareck. Die Stadtansichten im Vorspann unterscheiden sich von denen der Fernsehserie, ähnlich ist nur das Titelbild, das aus einer etwas versetzten Position aufgenommen wurde: ein Blick über eine Dachlandschaft mit Türmen im Hintergrund. Zu sehen sind die Heilig-Geist-Kirche, der Alte Peter, das Alte Rathaus, das Neue Rathaus und die Frauenkirche. Dann folgen ein Blick auf den Alten Peter, dann in die Heiliggeiststraße, auf einen Obststand am Viktualienmarkt, auf das Neue Rathaus mit der Frauenkirche und schließlich auf die Kirche St. Johann in Haidhausen. Das Schlussbild des Films ist eine nächtliche Stadtansicht mit animiertem Mond aus derselben Perspektive wie das Titelbild.